# آلو توپوراینن
آلّو توپّوراینِن (فنلاندی: Allu Tuppurainen؛ زادهٔ ۱ آوریل ۱۹۵۱) بازیگر و فیلم‌نامه‌نویس اهل فنلاند است.
از فیلم‌هایی که وی در آن‌ها نقش داشته‌است، می‌توان به رولو و روح جنگل اشاره نمود.